# アルトゥーナ (ペンシルベニア州)
アルトゥーナ（英: Altoona）は、アメリカ合衆国ペンシルベニア州のブレア郡にある都市。人口は4万3963人（2020年）。
アルトゥーナは、鉄道産業に絡みながら成長し、現在は過去数十年間続いていた製造業の衰退と都市スプロール現象から立ち直るべく努力している。市はプロ野球ピッツバーグ・パイレーツ傘下でAAイースタン・リーグのアルトゥーナ・カーブの本拠地である。また75年以上の歴史があり、テレサ・チューンの指揮するアルトゥーナ・シンフォニー・オーケストラの拠点でもある。著名な史跡としては、ホースシューカーブ、鉄道員記念博物館、ミシュラー劇場、ブレスト・サクラメント大聖堂、およびジャファ・モスクがある。
アルトゥーナにはアメリカ最大級のコンビニエンスストアとガソリン・スタンドのチェーンであるシーツの本社がある。店舗はペンシルベニア州、オハイオ州、ウェストバージニア州、バージニア州およびノースカロライナ州に展開し、アルトゥーナ市とその周辺にも330箇所以上の店舗がある。
2011年4月27日より6月26日までの60日間、映画監督のモーガン・スパーロックと前述のシーツ社が共同で命名権を取得した上で、スパーロックの最新監督作品の題名から取った『POM Wonderful Presents:The Greatst Movie Ever Sold City』を市の名称としていた。

## 歴史
鉄道の町であるアルトゥーナは1849年にペンシルバニア鉄道が工場を置いたことに始まる。1854年2月6日に区として置かれ、1867年4月3日と1868年2月8日に施行された法によって市になった。19世紀には急速に成長し、1854年の人口2,000人から1870年には10,000人、1880年には20,000人となった。
アルトゥーナという名前はラテン語の「アルトゥス」（altus、高い）から派生した言葉である。
南北戦争の間に機関車に対する需要が高まってアルトゥーナ市の成長を刺激し、戦争の後半までに北軍にとって貴重な都市として知られるようになった。1863年半ばに南軍のロバート・E・リー将軍が指揮する南軍の北バージニア軍がペンシルベニア州に侵攻したときに標的とされたが、南軍はゲティスバーグの戦いで撃退された。市内のローガン・ハウス・ホテルでタカ派知事会議が開催されたことでも有名である。
ペンシルバニア鉄道が所有する有名な曲線を描く軌道であるホースシューカーブは、観光の呼び物になり、国指定歴史史跡にもなった。このカーブはアレゲーニー山脈を越えて西に向かうのに十分な高度を上げるために使われ、その先は鉄の町ピッツバーグ、さらに西部へと繋がっていた。西部への産業動脈であったために、第二次世界大戦（1942年）でアメリカ合衆国に潜入した8人のナチス妨害工作員の主要標的とされた。これらの工作員はパストリアス作戦でドイツ海軍のUボートから降ろされていた。
20世紀初期、鉄道のアルトゥーナ工場は最盛期に約15,000人を雇い、長さ3マイル (5 km)、広さ218エーカー (880,000 m2) の敷地に、延べ床面積37エーカー (150,000 m2) の屋内作業所が122の建物にあった。ペンシルバニア鉄道はこの工場で自社の機関車の多くを生産し、1946年までに7,873両を造った。
鉄道は市に大きな影響を及ぼし、市消防局が造られ、病院は工場正門の近くに移転した。今日消防局は65人を雇用しており、ハリスバーグとピッツバーグの間では最大の人員を抱えている。鉄道は市の音楽隊を後援し、クリケット場（スポーツ複合施設）を建設した。1853年、鉄道はメカニクス図書館を建設したが、これは国内初の産業図書館となり、現在でもアルトゥーナ公共図書館として残っている。第二次世界大戦後に鉄道に対する需要が衰退したことで、全てが着実に衰退を始め、工場の大半は廃止された。前述のローガン・ハウス・ホテルを含み、市の歴史の中で貴重な財産も消えていった。
アルトゥーナ市はローマ・カトリック教会アルトゥーナ・ジョンズタウン教区の二重拠点の1つである。ブレスト・サクラメント大聖堂が1851年にセントジョンズ教会から司教座聖堂とされ、命名された。
新聞「アルトゥーナ・ミラー」は、1876年にハリー・スレップによって創刊され、アルトゥーナでも最古のメディアとなっている。今日発行部数は毎日32,000部であり、日曜版は39,000部となっている。約13,000人が毎日この新聞のオンライン版を読んでいる。
アルトゥーナ市のレイクモント公園には世界で最古の木製ローラーコースター、リープ・ザ・ディップスがある。

## 地理

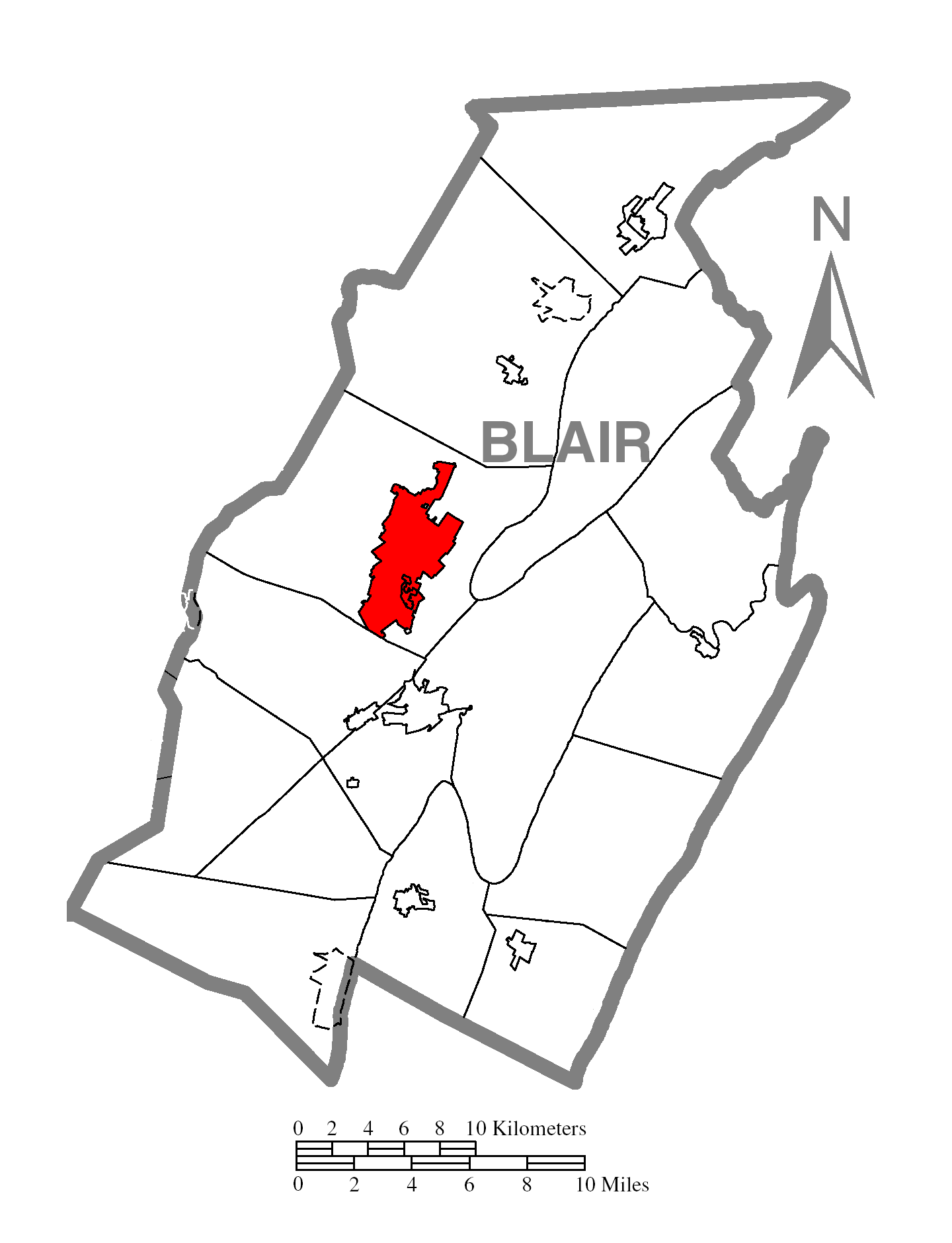
ブレア郡におけるアルトゥーナ市の位置

アメリカ合衆国統計局によると、アルトゥーナ市の全面積は9.8平方マイル (25.3 km2)であり、全て陸地である。アレゲーニー山脈の中にあり、北緯40度30分39秒 西経78度23分38秒 / 北緯40.51083度 西経78.39389度 に位置する。

## 地域
アルトゥーナ市の主な地域としては、ダウンタウン（中心街）、ダッチヒル地区、イーストエンド、プレザントバレー地区、プランクロード商業地区、ジュニアータ、ローガンタウン、フェアビュー、エルドラド、フィフスウォードおよびインダストリアル・パークがある。古い地域の多くにはテラスハウスと一戸建てが混じり合っており、それぞれ労働者と監督者の家屋として供された鉄道の町に良くある建物である。

### ダウンタウン

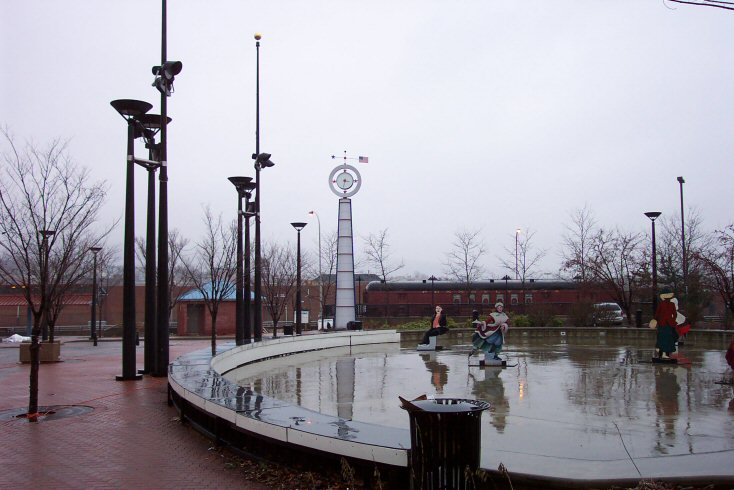
アルトゥーナ・ダウンタウン中心にある広場と時計

ダウンタウンはアルトゥーナの文化と商業の中心であり、有名な鉄道を挟んでいる。ダウンタウン地区の大半は国定歴史施設に登録されている。人気有る史跡としてはミシュラー劇場、ペン・アルト・ビル（元はペン・アルト・ホテル）、ゲイブルズ・ビル、市役所、ブレスト・サクラメント大聖堂、ジャファ・モスクおよび11番街そのものがある。
大都市の大半とは異なり、自然の境界がないためにダウンタンの正確な境界は具体的に定義されていない。住民は都市すなわち商業の中心を含むダウンタウンの境界を保守的に定義する傾向にあるが、公式のソースでは高密度および中密度の地域全てを含むものとして定義している。一般的な定義では、東西はペンシルベニア州道764号線（6番街）から16番街（およびローガンタウン地区のウィロー・アベニュー）まで、南北は4番通りからペンシルベニア州道36号線（18番通り）までとなっている。時には南が24番通りとその先まで拡張して考えられている。東は3番街に沿って11番通りから19番通りまで拡がっていると言われることもある。
伝統的な都市によくあるようにダウンタウンは市の中心にあり、あらゆる方向に重要な開発地を含んでいる。ダウンタウンの商業中心には20世紀の変わり目に設計された多くの多層の住居と商業と混合用途の設備となっており、ビクトリア様式とエドワード・バロック様式と新ロマネスク様式の混ざり合った建物となっている。この様式では天井が高いのが特徴であり、同じ階数の建物と比べて背が高くなっている。その高い天井は錫か石膏でできているのが典型的であり、時にはつり天井が使われている。
一戸建て住宅は元々ペンシルバニア鉄道の監督者や経営者の住居として提供されており、ビクトリア様式あるいはエドワード様式邸宅に構造的類似性があると認識できるが、大変細く高く建てられており、隣との隙間もほとんど無い。これらは時として2世帯あるいは3世帯に使われることがあり、場合によっては商業スペースに転換された。商業中心の外は多層商業施設、混合用途設備、1階建て商業施設、アパート、集合住宅および一戸建て住宅が混じり合って建っている。
ダウンタウンには13番通りと13番街の角にあるブレスト・サクラメント大聖堂、12番通りと14番街の角にある長老派教会、14番通りと12番街の角にある第一ルーテル教会など幾つかの教会があることも特徴である。元はステーション・モールと呼ばれたステーション医療センターは多くの古い鉄道店舗の跡に1970年代に建てられたダウンタウンのモールだった。ダウンタウンはリトル・イタリー地区と呼ばれるものの大半も含んでいる。
ラストベルトにある多くの都市に典型的だったように、鉄道の経済不況でダウンタウンの史跡的店舗や工場の多くが閉鎖されることになった。同時に起こった自動車の隆盛によって商業開発の中心は郊外に移った。しかし、近年の再活性化の努力によって、アルトゥーナ市ダウンタウンはかなりの水準で経済的活力を維持し、事務所や住居の空室はほとんど無い。鉄道の軌道に跨る（2つに分かれたダウンタウンの部分を繋ぐ）橋や地下道が自動車道ではなく歩道であることが示すように、ダウンタウンは歩道を指向するようになっている。
ペンシルベニア州立大学アルトゥーナ校は、元のプレイハウス劇場、6階建てのペン・ファニチャー・ビルおよび元WRTA放送局ビルなど幾つかのダウンタウンの建物を購入してきた。大学がダウンタウンに入る人の流れを提供しており、再活性化の努力に貢献している。ダウンタウン経済に対する大学の価値を例として、ウルフ裁判所の建物近くにブルーロットを置いたことで、3時間の無料駐車場を提供し、ダウンタウンへの経済的魅力を改善してきた。キャンパスとダウンタウンを繋ぐ自転車道が提案されている。
特徴あるがほとんど知られていない事実は、1918年にアルトゥーナのダウンタウンでテキサス・ホットドッグが初めて作られたことである。ただし、1924年に開設されたニュージャージー州パターソンのテキサス・ホットドッグがもっと有名である。

### ダッチヒルとプレザントバレー
ダッチヒル地区はダウンタウンの縁に跨る文教地区近くにあり、東西は6番街と州間高速道路99号線で、南北は25番通りとケトル通りで区切られている。ウォルトン・アベニューから州間高速道路99号線までの地域はプレザントバレーとも呼ばれ、リトル・イタリーの一部が含まれている。ダッチヒル地区には多くの歴史的街区や伝統的「街角市場」がある。アルトゥーナ地域中等学校の建設で、ダッチヒルの文教地区とダウンタウンとの間の境界線が次第にぼやけてきた。これはダウンタウンの一部ではない4番街まで主なアルトゥーナ地域文教地区が伸びているからである。しかし、観光に向いたところには、アルトゥーナの初期開拓地域の一部として歴史的な性格があるゆえに、ダウンタウンの一部として3番街までのダッチヒル地区低地で11番通りから19番通りまで含まれている。

### フェアビュー
ダウンタウンとフェアビューの境界線は、フェアビューの一部が13番街まで降ったあたりで人口密度が低く、一方ダウンタウンの18番街まで昇ったあたりは人口密度が中くらいか高いほうであるので、いくらかぼやけている。13番街から16番街までは幾らかの一戸建て家屋があり、16番街から18番街までは背の高い事務所、小売およびアパートを収める建物がある。フェアビューに近いダウンタウンの一部とフェアビュー低地の家屋の多くは、元々ペンシルバニア鉄道の管理者や経営者に所有される中密度の邸宅群である。これを最もよく説明する例として、13番街と12番通りの角にあるペン・アルト居住用ホテルがあり、その隣には2戸の一戸建て住宅がある。17番街には逆に多層階の住居と商業の複合ビルが幾つかある。フェアビューはダウンタウンの外に見出すことを期待できる都心の地区と言うことができる。ダウンタウンの1街区はフェアビューに隣接しているので、「ローワー・フェアビュー」と呼ばれている。

### 工業地区
工業地区はマーガレット・アベニュー、ブロード・アベニューおよびビール・アベニューに近く、17番通りから38番通りの間の地域に広がっている。工業地区の幾らかはダウンタウンの一部とも考えられる。ボイアー・キャンディーズのような歴史的製造設備のゆえにこの名前がある。多くの工場がここにあり主要工業地域ではあるが、その名前とは異なりダウンタウン、ローガンタウン、エルドラドおよびジュニアータ地区の鉄道沿線に多くの産業がある。

### エルドラド
エルドラドは地元ではエルドレイドと発音され、ローガン大通の南と6番街の西にあるアルトゥーナでは南の地区である。シーツの本社がこの地域にある。一時この地区は「ウェストエンド」とも呼ばれていた。奇妙なことにアルトゥーナの北部がイーストエンドである。これは町の北端から出て行く列車が東のフィラデルフィアを目指し、南端から出て行く列車が西のピッツバーグに向かっていたからである。エルドラドの一部はアルトゥーナの市域外であり、ブレア郡のアレゲーニー・タウンシップの中に入っている。

### ローガンタウン
ローガンタウンはダウンタウンの直ぐ北の地域であり、アルトゥーナで最も背の高いビルであるアルトゥーナ病院があるダウンタウンの一部も含んでいる。しかし、ある資料ではこの病院がダウンタウン内に位置し、4番通りがその境界であるとしている。チェスナット・アベニューとウィロー・アベニューに挟まれる4番通りには住居と商業用途の建物が混在している。

### ジュニアータ
ジュニアータはかって別の市だったが、1880年代遅くにアルトゥーナに併合された。このことで街路名の付け方が変わることや独自の商業地区があることが説明できる。その商業地区は時として「ジュニアータ・ダウンタウン」とも呼ばれ、工業地区の29番通りに沿った商業地区やボン・セコール病院近くの商業地区にそっくりである。この2つの商業地区はアルトゥーナのダウンタウンの直ぐ外にある。街路名の付け方が変わることによる混乱を避けるために道路名の多くには「北」を頭につけている。ジュニアータのL字形をした商業地区で最も重要な通りは北2番通りである。

### グリーンウッドとイーストエンド
グリーンウッドは都市型と準都市型の混じった地区であり、ジュニアータよりも近代的な建物がある。グリーンウッドの境界線として合意されたものは無く、グリーンウッド道路であったり、メイン通り（皮肉なことにアルトゥーナのメインストリートではない）であったり、州道764号線周辺よりも都会を外れるイーストエンドの一部を含んでいたりする。グリーンウッドの一部はアルトゥーナの市域外であり、ローガン・タウンシップの一部となっている。産業道路220号線沿いに小さな「グリーンウッド村」の表示があるが、実際には一部がアルトゥーナ、一部がローガン・タウンシップとなっている。
イーストエンドにはダッチヒル地区の一部が含まれ、1番通りの北では全てのアベニューが頭に「東」を付けられているので、1番通りが境界となっている。イーストエンドはグリーンウッドの密度が低いのとは対照的に驚くほど都市化されて密度が高く、一部ではダウンタウンと同じ位の密度である。

## 気候
| アルトゥーナ市の気候                 | アルトゥーナ市の気候 | アルトゥーナ市の気候 | アルトゥーナ市の気候 | アルトゥーナ市の気候 | アルトゥーナ市の気候 | アルトゥーナ市の気候 | アルトゥーナ市の気候 | アルトゥーナ市の気候 | アルトゥーナ市の気候 | アルトゥーナ市の気候 | アルトゥーナ市の気候 | アルトゥーナ市の気候 | アルトゥーナ市の気候 |
| 月                                   | 1月                  | 2月                  | 3月                  | 4月                  | 5月                  | 6月                  | 7月                  | 8月                  | 9月                  | 10月                 | 11月                 | 12月                 | 年                   |
| ------------------------------------ | -------------------- | -------------------- | -------------------- | -------------------- | -------------------- | -------------------- | -------------------- | -------------------- | -------------------- | -------------------- | -------------------- | -------------------- | -------------------- |
| 最高気温記録 °C （°F）               | 18 (65)              | 22 (71)              | 28 (83)              | 32 (90)              | 32 (90)              | 35 (95)              | 37 (99)              | 37 (98)              | 34 (94)              | 29 (85)              | 27 (80)              | 22 (72)              | 37 (99)              |
| 平均最高気温 °C （°F）               | 2 (35)               | 3 (38)               | 9 (48)               | 16 (60)              | 22 (71)              | 26 (79)              | 28 (82)              | 27 (81)              | 23 (74)              | 17 (63)              | 11 (51)              | 4 (39)               | 15.6 (60.1)          |
| 平均最低気温 °C （°F）               | −8 (18)              | −7 (20)              | −3 (27)              | 3 (38)               | 8 (47)               | 13 (56)              | 16 (60)              | 15 (59)              | 12 (53)              | 5 (41)               | 1 (33)               | −4 (24)              | 4.3 (39.7)           |
| 最低気温記録 °C （°F）               | −29 (−20)            | −24 (−12)            | −19 (−3)             | −12 (11)             | −4 (25)              | 1 (34)               | 6 (43)               | 1 (34)               | −3 (26)              | −9 (16)              | −14 (6)              | −24 (−11)            | −29 (−20)            |
| 降水量 mm （inch）                   | 70.9 (2.79)          | 66.3 (2.61)          | 92.5 (3.64)          | 93.2 (3.67)          | 112 (4.41)           | 108.7 (4.28)         | 102.4 (4.03)         | 82.6 (3.25)          | 102.6 (4.04)         | 85.9 (3.38)          | 93 (3.66)            | 74.4 (2.93)          | 1,084.3 (42.69)      |
| 出典：The Weather Channel 2008-07-05 |                      |                      |                      |                      |                      |                      |                      |                      |                      |                      |                      |                      |                      |

## 交通
アルトゥーナはノーフォーク・サザン鉄道のピッツバーグ線で主要な中心地である。アルトゥーナでは町の西にあるホースシュー・カーブを越えさせるために重い列車には補助機関車が付けられる。最初はペンシルバニア鉄道が建設したジュニアータ重修繕工場施設はノーフォーク・サザン鉄道の主要な修繕と保守の設備である。通常、1日に60ないし80の列車がアルトゥーナを通る。鉄道産業においての歴史的重要度と現在の高い水準の利用度のゆえに、60年間以上も鉄道ファンのメッカになっており、鉄道員記念博物館やホースシュー・カーブは、通過する列車を撮影する者に人気のあるスポットになっている。

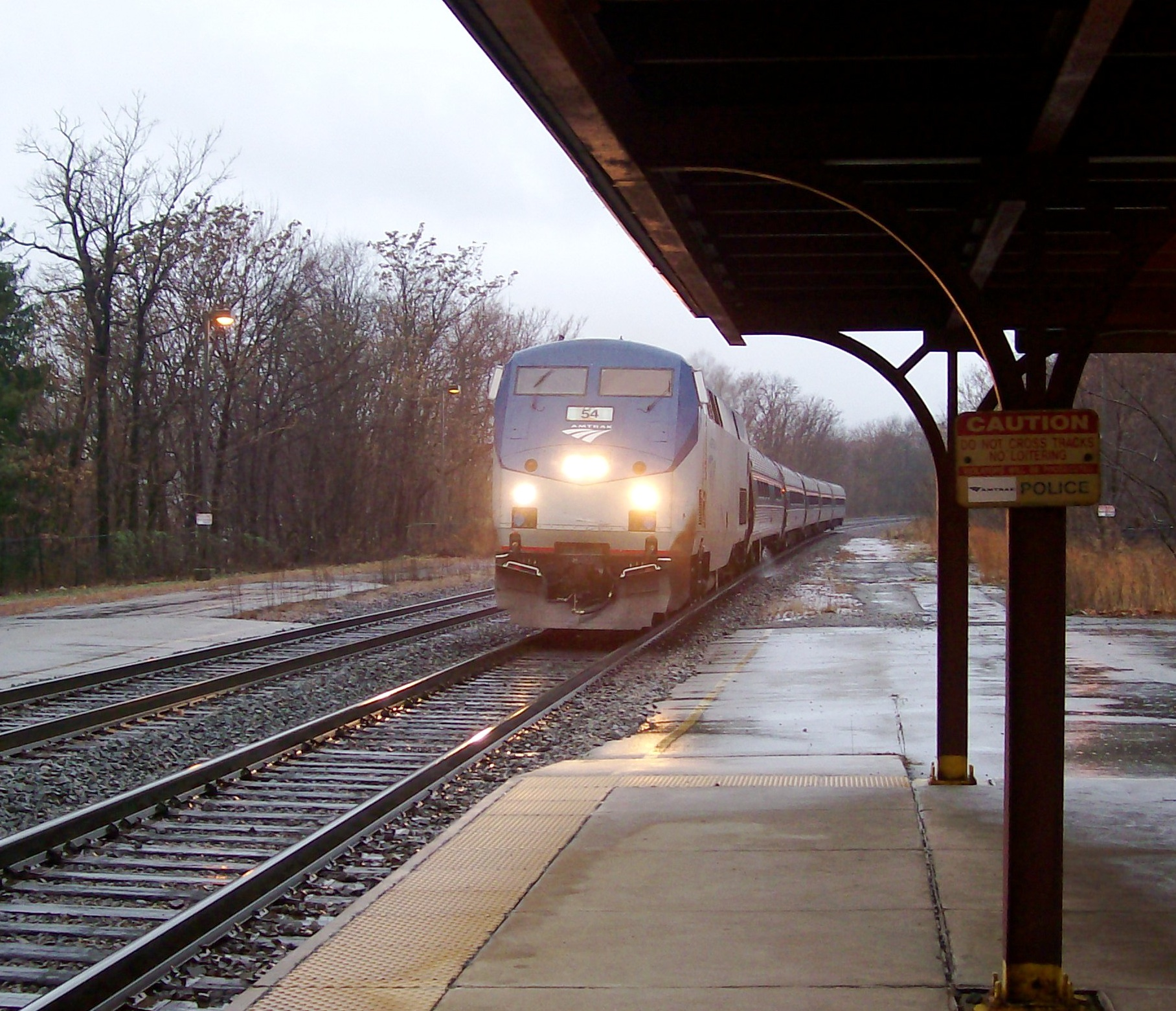
ペンシルベニアン号

多くの貨車が運行されていることに加え、アムトラックのピッツバーグとニューヨーク間の昼行長距離列車ペンシルベニアン号がアルトゥーナ駅に1日1往復停車する。この列車もホースシュー・カーブを通っている。
市内のバス便はAMTRANが運行している。2007年、AMTRANは州の予算がカットされたために運行に支障を来たした。この年の5月にレンデル知事がアルトゥーナを訪れ、この事態を是正する為の計画を検討した。
道路は北でペンシルベニア・ターンパイクと、南で州間高速道路80号線と繋がる州間高速道路99号線が主要道となっている。アメリカ国道22号線は東西を貫き、直接ピッツバーグやハリスバーグに繋がっている。アルトゥーナ市内の道路は番号が与えられ、「通り」は北西から南東に、「アベニュー」は北東から南西に走っている。
アルトゥーナ・ブレア郡空港は商業航空路を提供しており、ワシントン・ダレス国際空港には毎日数便、ピッツバーグ国際空港には限られた便数で運行している。

## スポーツ
| チーム               | スポーツ | リーグ                     | 優勝回数 | 競技場         |
| -------------------- | -------- | -------------------------- | -------- | -------------- |
| アルトゥーナ・カーブ | 野球     | イースタン・リーグ; 南地区 | 1        | ブレア郡野球場 |

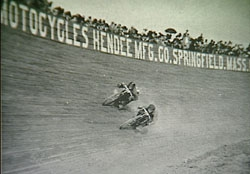
板張り自動車レース場

20世紀初期にペンシルバニア鉄道がチェスナット・アベニューと7番通りの交差点に大規模スポーツ複合施設を建設した。クリケットを愛好するイギリス人投資家に訴えるためにクリケット・フィールドと名付けられた。クリケットはアルトゥーナの住民には人気が無いので、その親戚である野球に利用されるようになった。ベーブ・ルースやジョシュ・ギブソンのような有名野球選手がクリケット・フィールドでプレイした他、多くのスポーツ大会、音楽の競技会、マーチングなどの会場にもなってきた。現在、クリケット・フィールドの場所には広場がある。
1923年から1931年まではアルトゥーナ・スピードウェイと呼ばれる全周1.25マイル (2 km) の板張り自動車レース場があった。

## 教育
アルトゥーナには教会区のものと公立のもの、2つの高校を含む教育体系がある。ビショップ・ギルフォイル高校は私立の教会区高校であり、9年生から12年生までを教え、プレザントバレー大通り2400にある。アルトゥーナ地域高校は10年生から12年生を教え、6番街1415にある。アルトゥーナ地域高校はビショップ・ギルフォイル高校よりかなり規模が大きく、毎年600人の卒業生を出すのに対し、ビショップ・ギルフォイル高校は100人前後である。ビショップ・ギルフォイル高校の運動競技チームの大半はペンシルベニア州学校対抗競技協会の中でも一番小さな階級、クラスAになっている。対照的にアルトゥーナ地域高校の運動競技チームは最大の階級であるクラスAAAに属している。この2つの高校は互いに競い合うことは滅多に無いが、バスケットバール、バレーボール、テニス、クロスカントリーおよびソフトボールの対抗試合はある。
アルトゥーナにはペンシルベニア州立大学アイビーサイドパーク・キャンパスがあり、ペン・ステイト・アルトゥーナとも呼ばれている。これはペンシルベニア州立大学の中で2番目に大きなキャンパスである。2006年から2007年の学校年度では約3,800人の学生が在籍した。

## メディア

### 新聞
- アルトゥーナ・ミラー

### ラジオ
| FM 放送局    | FM 放送局 | FM 放送局                      | FM 放送局          | FM 放送局                                        |
| ------------ | --------- | ------------------------------ | ------------------ | ------------------------------------------------ |
| コールサイン | 周波数    | 指向                           | 所在地             | 所有者                                           |
| WHHN         | 88.1      | 宗教                           | ホリデーズバーグ   | レディオ・マリア, Inc.                           |
| WRXV         | 89.1      | クリスチャン・コンテンポラリー | ステイト・カレッジ | インビジブル・アライズ・ミニストリーズ           |
| WUFR         | 91.1      | 宗教                           | ベッドフォード     | ファミリー・レディオ                             |
| WJSM         | 92.7      | 宗教                           | マーティンズバーグ | マーティンズバーグ・ブロードキャスティング, Inc. |
| WHPA         | 93.5      | オールディーズ                 | ガリツィン         | バーナル・エンタプライジーズ, Inc.               |
| WBXQ         | 94.3      | カントリー                     | パットン           | シャーロック・ブロードキャスティング             |
| WBRX         | 94.7      | アダルト・コンテンポラリー     | クレッソン         | シャーロック・ブロードキャスティング             |
| WSLQ         | 95.5      | カントリー                     | ジョーンズタウン   | フォーレバー・ブロードキャスティング             |
| WKYE         | 96.5      | アダルト・コンテンポラリー     | ジョーンズタウン   | フォーレバー・ブロードキャスティング             |
| WFGY         | 98.1      | カントリー                     | アルトゥーナ       | フォーレバー・ブロードキャスティング             |
| WRKW         | 99.1      | ロック                         | イベンスバーグ     | フォーレバー・ブロードキャスティング             |
| WWOT         | 100.1     | トップ40                       | アルトゥーナ       | フォーレバー・ブロードキャスティング             |
| W274BE       | 102.7     | クリスチャン・コンテンポラリー | アルトゥーナ       | インビジブル・アライズ・ミニストリーズ           |
| WLAK         | 103.5     | ホットAC                       | ハンティンドン     | ファースト・メディア・レディオ, LLC              |
| WALY         | 103.9     | ホットAC                       | ベルウッド         | フォーレバー・ブロードキャスティング             |
| WRKY         | 104.9     | ロック                         | ホリデーズバーグ   | フォーレバー・ブロードキャスティング             |
| W294AE       | 106.7     | 公共放送                       | アルトゥーナ       | ペンシルベニア州立大学                           |
| WMES         | 107.7     | 宗教                           | アルトゥーナ       | レイ・スチュワードシップ・教育協会               |

| AM 放送局    | AM 放送局 | AM 放送局        | AM 放送局              | AM 放送局                            |
| ------------ | --------- | ---------------- | ---------------------- | ------------------------------------ |
| コールサイン | 周波数    | 指向             | 所在地                 | 所有者                               |
| WHUN         | 1150      | ニュースとトーク | ハンティンドン         | メガヘルツ・ライセンシーズ, LLC      |
| WRTA         | 1240      | ニュースとトーク | アルトゥーナ           | ハンサム・ブラザーズ, Inc.           |
| WFBG         | 1290      | ニュースとトーク | アルトゥーナ           | フォーレバー・ブロードキャスティング |
| WKMC         | 1370      | ノスタルジア     | ローリング・スプリング | ハンサム・ブラザーズ, Inc.           |
| WVAM         | 1430      | スポーツ         | アルトゥーナ           | フォーレバー・ブロードキャスティング |

### テレビ
ジョーンズタウン・アルトゥーナ・ステイトカレッジ放送市場は全国で101番目の大きさである。

## 人口推移
以下にアルトゥーナ市における1860年から2020年までの人口推移を表およびグラフで示す。
| 統計年 | 人口     |
| ------ | -------- |
| 1860年 | 3,591人  |
| 1870年 | 10,610人 |
| 1880年 | 19,710人 |
| 1890年 | 30,337人 |
| 1900年 | 38,973人 |
| 1910年 | 52,127人 |
| 1920年 | 60,331人 |
| 1930年 | 82,054人 |
| 1940年 | 80,214人 |
| 1950年 | 77,177人 |
| 1960年 | 69,407人 |
| 1970年 | 63,115人 |
| 1980年 | 57,078人 |
| 1990年 | 51,881人 |
| 2000年 | 49,523人 |
| 2010年 | 46,320人 |
| 2020年 | 43,963人 |

## 著名な出身者

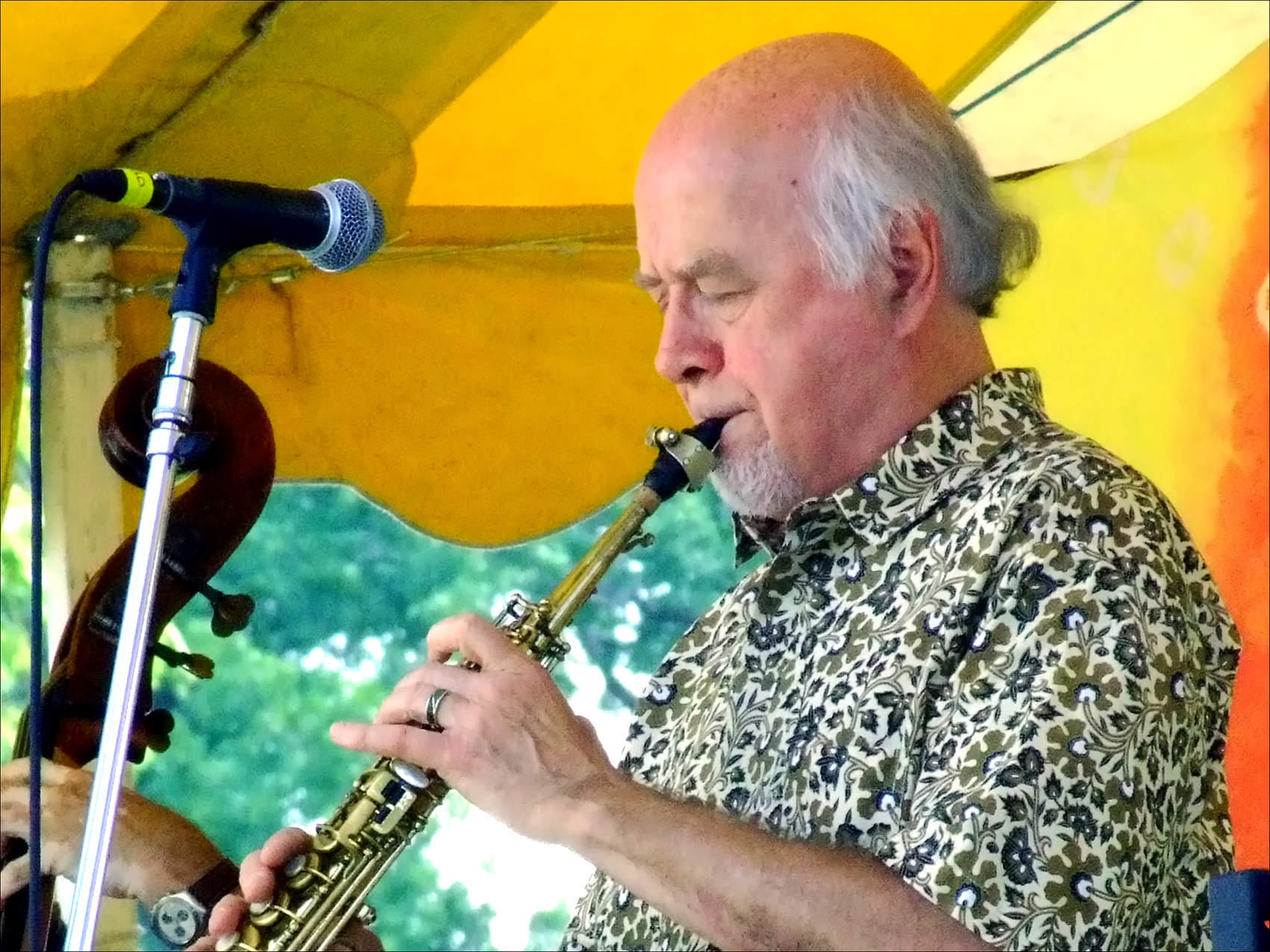
ポール・ウィンター

- ハリー・J・アンスリンジャー、連邦麻薬取締局の初代コミッショナー
- マイケル・ベーエ、生化学教授、著作家、インテリジェント・デザインの支持者
- ブラッド・ベンソン、元プロフットボール選手、ニューヨーク・ジャイアンツ
- アンドリュー・ジャクソン・ベッツィ、アリゾナ州ノガレス市長（1935年-1937年）
- ジャネット・ブレア、映画女優
- ロン・ブレイジャー、元メジャーリーグベースボールの投手、フィラデルフィア・フィリーズ
- ロブ・ボストン、政教分離の提唱者、著作家
- ビル・ボイアーとボブ・ボイアー、ボイアー・キャンディーズとして知られるボイアー・ブラザーズ Inc.の創設者
- ポール・リビア・ブラニフ、起業家
- サム・コーン、ニューヨークのタレント・エージェント（1929年-2009年）
- チャーリー・クリスト、フロリダ州知事（2007年-）
- ユージン・"スチュ"・ダンカン、政治家
- ジョン・エバーソール、元フットボール選手、ニューヨーク・ジェッツ
- ダニー・フォートソン、プロ・バスケットボール選手、シアトル・スーパーソニックス
- ヘッダ・ホッパー、女優、アルトゥーナのローズヒル墓地に埋葬されている
- トミー・アーウィン、野球選手、クリーブランド・インディアンス
- マイク・イウツォリーノ、バスケットボール選手、ダラス・マーベリックス
- リチャード・T・ジェイムズ、スリンキーの発明者
- スタン・ジョーンズ、元フットボール選手、シカゴ・ベアーズ
- ロバート・ジュベリラー、政治家、ペンシルベニア州上院議員、副知事
- ヘンリー・クロス、音響技師
- ロバート・E・ローズ、第二次世界大戦で名誉勲章受章者
- ジェイムズ・ロイ、元アメリカ合衆国国土安全保障長官補
- ジョン・J・マクガイア、SF作家
- ジョニー・ムーア、元バスケットボール選手、サンアントニオ・スパーズ
- マイク・リード、元フットボール選手、シンシナティ・ベンガルズ、音楽家
- ボブ・シーツ、コンビニエンスストア・チェインのシーツ創業者
- D・ブルックス・スミス、判事
- ハリー・E・ソイスター、軍人
- ジョン・A・ストーマー、著作家
- ダニエル・W・ワグナー、技師
- アンドリュー・ケビン・ウォーカー、映画脚本家
- ダグ・ウェスト、元バスケットボール選手、ミネソタ・ティンバーウルブズ
- ポール・ウィンター、音楽家
- ジェイムズ・E・ヴァンザント、政治家

## 姉妹都市
- オーストリア、ザンクト・ペルテン